# Bạc đầu bông
Bạc đầu bông (danh pháp khoa học Mayaca fluviatilis) là một loài thực vật có hoa trong họ Mayacaceae. Loài này được Aubl. mô tả khoa học đầu tiên năm 1775.

## Phân bố
Bạc đầu bông thường được tìm thấy trong các vùng nhiệt đới phía đông châu Á và trong các môi trường nhân tạo (như cánh đồng lúa).

## Đặc điểm
Bạc đầu bông có màu sắc xanh, đầu bạc. Cây có cấu trúc thân dài, chiều cao 5–15 cm, chiều rộng 2–5 cm phát triển ổn định ở nhiệt độ 18-28 độ.
Đây là dạng cây thủy sinh dễ trồng trong hồ cá thủy sinh. Nó phát triển tốt ở điều kiện ánh sáng 2-4 watt cho mỗi gallon. Phân bón vi chất dinh dưỡng thúc đẩy cây lớn hơn, tăng trưởng mạnh mẽ hơn. Nếu bổ sung thêm CO2, và một chế độ bón phân trong đó có nitrate, phosphate, kali và các vi chất dinh dưỡng bổ sung, Bạc đầu bông sẽ cho ra lá xanh căn và bung xòe lớn. Độ pH và độ cứng đóng vai trò tối thiểu trong việc phát triển của cây.
Cây thích ánh sáng. Nếu có ánh sáng cường độ cao, cây sẽ phát triển các tông màu vàng và màu đỏ và các cây sẽ tăng trưởng nhỏ gọn hơn. Nếu cây không nhận đủ ánh sáng sẽ trở nên cao hơn, ốm và xanh hơn. Cây có một hệ thống gốc ấn tượng và rất cần các chất dinh dưỡng. Nếu phosphate được giữ cao (1-2 ppm), loài này sẽ liên tục ra hoa nhỏ màu trắng tím trên ngọn.
Cây tạo ra những cành bên có thể dễ dàng được tách ra từ cây chính bằng kéo nên thuộc loại cây thủy sinh cắt cắm. Trồng lại các cành phụ có thể có chút vấn đề vì cây nhẹ và có xu hướng nổi lên mặt nước. Tuy nhiên, cây ra rễ rất nhanh.

## Sử dụng
Bạc đầu bông là loài cây đẹp được ưu chuộng trong giới thủy sinh hiện nay. Với hình dáng và vẻ đẹp tuyệt vời, Cây Bạc đầu bông là một cây hậu cảnh phổ biến trong hồ thủy sinh hiện nay.
Với sự tăng trưởng khá cao và sự hấp thụ dinh dưỡng tốt, Bạc đầu bông còn là ứng viên tuyệt vời cho các hồ thủy sinh bị dư dinh dưỡng.
Do cây có thân hình nhỏ nên Cây Bạc đầu bông thích hợp trồng trong các hồ thủy sinh nhỏ.

## Hình ảnh

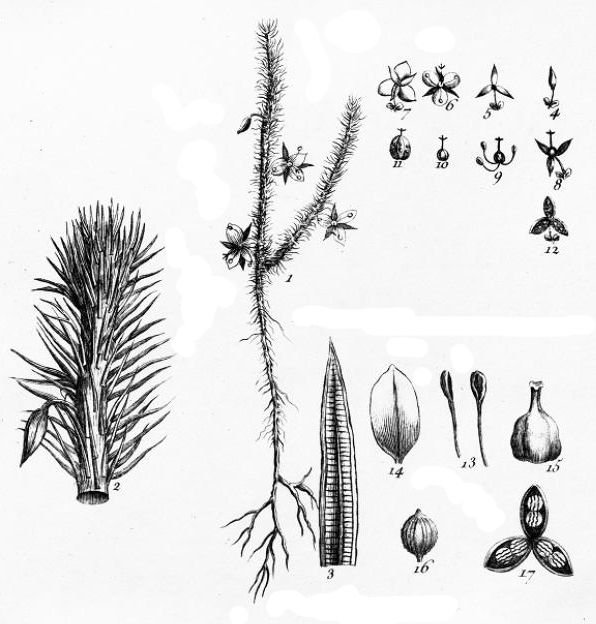
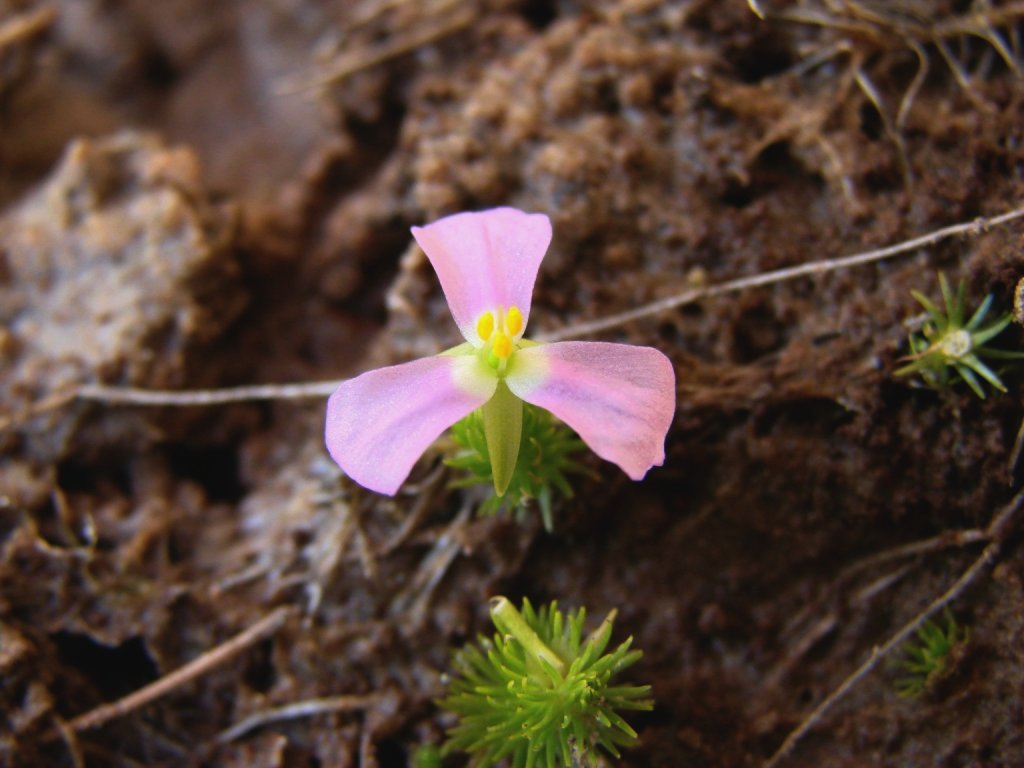